# Guini
Guini est une localité située dans le département de Lalgaye de la province du Koulpélogo dans la région Centre-Est au Burkina Faso.